# Joiaquim
Segons la Bíblia, el Rei Joiaquim (en hebreu יֶהוֹיָקִים [yəhôyaqîm], en català més comunament conegut com a Joaquim), tot i que el seu nom de naixement era Eliaquim (en hebreu אֶלְיָקִים [ʾelyaqîm]) va ser el divuitè rei de Judà. Va regnar 11 anys entre 609-598 a.n.e. segons la cronologia tradicional, o entre 628-618 a.n.e. segons la cronologia bíblica.

## Context històric
El mal govern de Joiaquim va estar marcat per la injustícia, l'opressió i l'assassinat. A més, durant el seu regnat, els caldeus, sirians, moabites i ammonites van fustigar Judà.

## Dependència d'Egipte
Després de la mort del rei Josies, el poble de Judà per alguna raó va nomenar rei a Joahaz, el germà més jove d'Eliaquim. Uns tres mesos més tard, el faraó Necó II va prendre captiu el rei Joahaz i va fer rei a Eliaquim, que llavors tenia 25 anys i li va canviar el seu nom pel de Joiaquim. També li va imposar una quantiosa multa. El rei Joiaquim es va valer d'impostos per obtenir dels seus súbdits la plata i l'or amb els quals pagar la multa. Tot i la càrrega financera que ja pesava sobre el poble, Joiaquim va planejar edificar un nou i luxós palau. Potser per tal de mantenir el cost baix, va retenir de manera opressiva el salari dels treballadors. El profeta Jeremies li va indicar que seria un error molt gros.
Durant l'any quart del seu regnat, Joiaquim va ser testimoni de la derrota que Nabucodonosor II va infligir al faraó Necó II en una batalla per la dominació de Síria i Palestina. Aquesta batalla es va efectuar a Carquemix, al costat de l'Eufrates, a més de 600 km al nord de Jerusalem.

## Dependència de Babilònia
A 2 Reis 24:1 es mostra que Nabucodonosor II va exercir pressió sobre el rei de Judà, "de manera que Joiaquim va arribar a ser el seu servent (o vassall) per tres anys. No obstant això, (Joiaquim) es va girar i es va rebel·lar contra ell (Nabucodonosor)". Pel que sembla, és aquest tercer any de Joiaquim com a rei vassall de Babilònia a què es fa referència a Daniel 1:1. No podia ser el tercer any del seu regnat sobre Judà (que va durar onze anys), ja que en aquell temps Joiaquim no era un vassall de Babilònia, sinó del faraó Necó II d'Egipte. Fins al quart any de govern de Joiaquim sobre Judà no va acabar Nabucodonosor II amb la dominació egípcia sobre Síria i Palestina mitjançant la seva victòria a Carquemix. Ja que la rebel·lió de Joiaquim contra Babilònia va provocar la seva caiguda després d'uns onze anys al tron, el principi del seu vassallatge de tres anys de Babilònia ha d'haver començat cap a la fi del seu vuitè any de governació.

## Primer setge a Jerusalem i mort de Joiaquim
El relat de Daniel (1: 1, 2) diu que Nabucodonosor II va anar contra Jerusalem i la va assetjar, i que tant Joiaquim com alguns estris del temple van ser lliurats al rei de Babilònia. No obstant això, el relat de 2 Reis 24: 10-15 parla del setge de Jerusalem pels babilonis i mostra que el fill de Joiaquim, Jeconies, amb un regnat de només tres mesos i deu dies, va capitular i va sortir a la trobada dels babilonis. Per tant, sembla que Joiaquim va morir durant el setge de la ciutat, potser en la primera part del mateix. No es revela exactament de quina manera va ser donat Joiaquim 'en mans de Nabucodonosor'. Potser va ser en el sentit d'haver mort durant el setge i que el seu fill hagués d'anar després a la captivitat, de manera que el llinatge de Joiaquim va patir la pèrdua del regnat a les mans de Nabucodonosor II. No hi ha manera de confirmar la tradició jueva (registrada per Flavi Josep) que Nabucodonosor II va matar Joiaquim i va manar que es llancés els seu cos mort fora dels murs de Jerusalem. Sigui quin sigui el mitjà pel qual li va arribar la mort a Joiaquim, sembla que no es va donar l'ús previst als grillons de coure que Nabucodonosor havia portat per encadenar-lo.

## Primers exiliats jueus
Després d'aquest primer setge a Jerusalem, durant l'"any tercer" de Joiaquim (com a rei vassall), Daniel i altres de Judà, entre els quals hi havia nobles i membres de la família reial, van ser portats a l'exili a Babilònia. Sembla que l'esdeveniment va passar en el curt regnat de Jeconies, el fill i successor de Joiaquim.